# Morderstwo po amerykańsku: Zwyczajna rodzina
Morderstwo po amerykańsku: Zwyczajna rodzina (ang. American Murder: The Family Next Door) – brytyjski film dokumentalny z 2020 roku w reżyserii Jenny Popplewell. Obraz opowiadał o morderstwie rodziny Watts w 2018 roku. Dostępny w serwisie Netflix od 30 września 2020.
Dokument zawiera oryginalne materiały archiwalne, w tym filmy domowe, posty rodziny w mediach społecznościowych i nagrania organów ścigania.

## Odbiór
W serwisie Rotten Tomatoes 84% z 19 recenzji było pozytywnych.